# Édouard Pingret

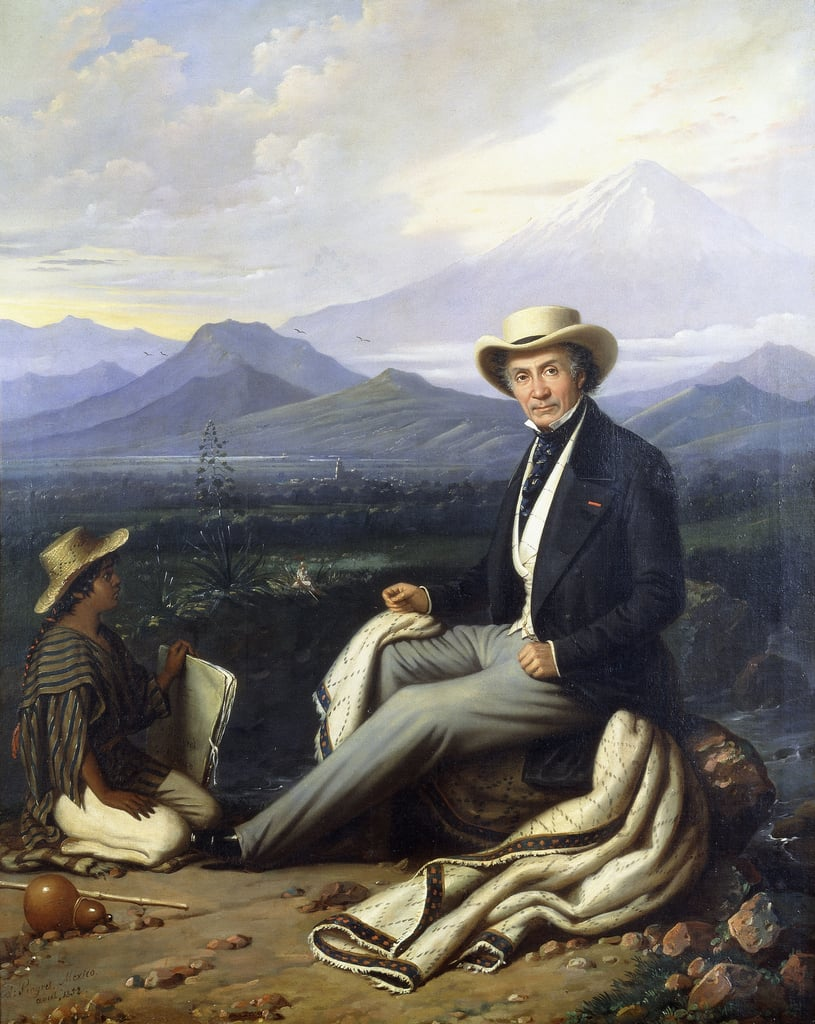
Édouard Pingret, Selbstporträt, 1854

Édouard Henri Théophile Pingret (* 30. Dezember 1788 in Saint-Quentin, Aisne; † 4. Juli 1869 ebenda) war ein französischer Maler und Lithograf.

## Leben
Pingret studierte Malerei bei Jacques-Louis David und Jean-Baptiste Regnault, außerdem besuchte er die Accademia di San Luca in Rom. Im Jahr 1831 wurde ihm der Titel des Chevalier de la Légion d’Honneur verliehen.
Von 1850 bis 1855 lebte und arbeitete er in Mexiko-Stadt, wo er jährlich an der Academia de Bellas Artes ausstellte. Er schuf herausragende Porträts, unter anderem von Napoleon Bonaparte (1808) und General Mariano Arista (1851; Mexiko-Stadt, Museo Nacional de Historia). Zu seinen wichtigsten Arbeiten in Mexiko zählt die Darstellung mexikanischer Bräuche und Landschaften. Diese malte er beispielsweise in der Umgebung von Coyoacán, das sich damals noch abseits der Großstadt befand. So interessierte er sich für das Einsammeln von Agavensaft (aguamiel del maguey) für die Herstellung von Pulque durch den Berufsstand der Tlachiqueros.  Hauptsächlich entstanden jedoch Porträts von Großgrundbesitzern, wie Anacleto Polidura auf dessen Hacienda in San Cosme.
Zurück in Frankreichs Zweitem Kaiserreich war er außerdem Illustrator von Monografien wie zum Beispiel von Voyage de S. M. Louis-Philippe Ier Roi des Français au Château de Winsdor. Dédié à S. M. Victoria, Reine d’Angleterre.
Ein Beispiel für seine Porträtarbeiten findet sich in der Sammlung der Yuko Nii Foundation in Brooklyn, New York. Das Gemälde „Reading A Letter by Pingret“ wird im Snite Museum of Art der University of Notre Dame in South Bend, USA, ausgestellt. Bedeutende Werke befinden sich auch in der Sammlung des Fomento Cultural Banamex der Banco Nacional de México.

## Werke

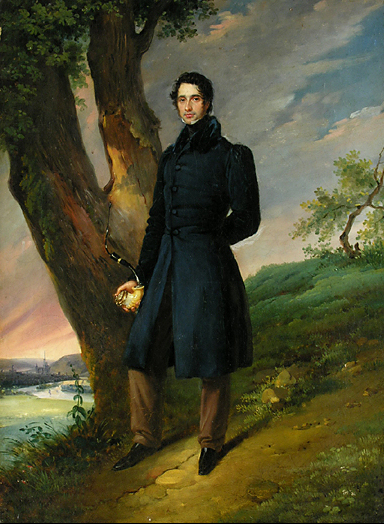
Porträt eines Mannes mit Pfeife aus Meerschaum, 1828
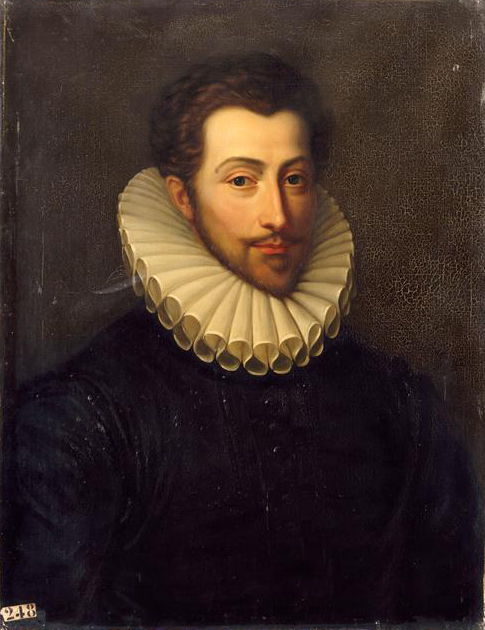
Porträt Louis de Clermont, 1835
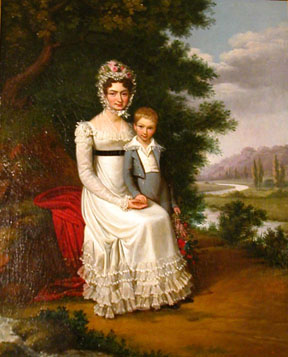
Mutter mit Kind, 1821
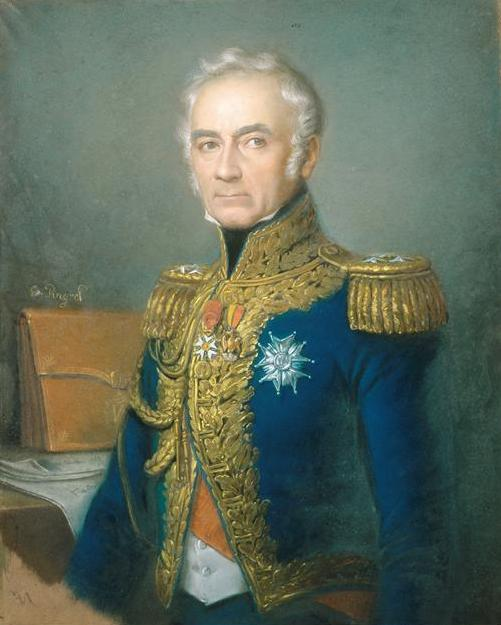
Porträt General Charles-Tristan de Montholon, Musée de l’Armée, Paris, 1840